# 新斯特羅伊夫卡 (傑拉日尼亞區)
49°13′41″N 27°32′33″E / 49.22806°N 27.54250°E
新斯特羅伊夫卡（烏克蘭語：Новостроївка）是位於烏克蘭西部的村莊，由赫梅利尼茨基州裡赫梅利尼茨基區的沃夫科溫齊市鎮負責管轄。該村始建於1700年，面積0.56平方公里，海拔高度331米，2001年人口100，人口密度每平方公里179.2人。